# پنیا بلانکا (نیومکزیکو)
پنیا بلانکا (به انگلیسی: Peña Blanca) یک منطقهٔ مسکونی در ایالات متحده آمریکا است که در شهرستان سندووال، نیومکزیکو واقع شده‌است. پنیا بلانکا ۱۷٫۶ کیلومتر مربع مساحت و ۶۶۱ نفر جمعیت دارد و ۱٬۵۹۶ متر بالاتر از سطح دریا واقع شده‌است.